# Hospital de la Pitié-Salpêtrière
El Hospital de la Pitié-Salpêtrière (en francés : Hôpital de la Pitié-Salpêtrière, o simplemente La Salpêtrière) es un hospital público situado en el XIII Distrito de París. Fue construido inicialmente en el siglo XVII.

## Historia

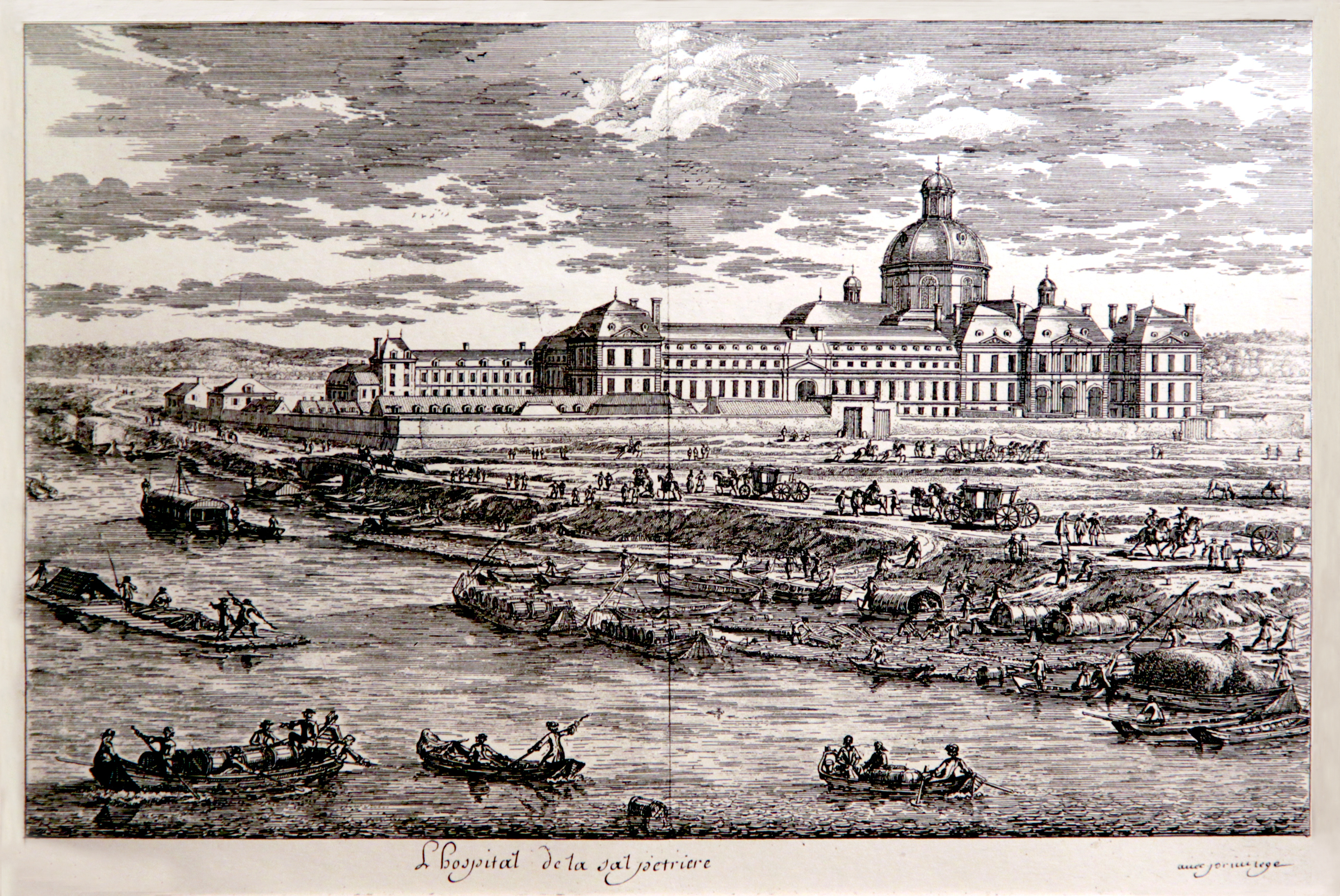
Grabado de L'Hopital de la Salpêtrière grabado alrededor de 1660 por Adam Pérelle.

Su construcción inicial fue encargada por Luis XIV al arquitecto Libéral Bruant en abril de 1656. Se eligió como emplazamiento un solar donde había un pequeño polvorín. El edificio recibió el nombre de Hôpital Général pour le Renfermement des Pauvres de Paris (Hospital general para el internamiento de los pobres de París) y tenía como propósito principal internar a los pobres y vagabundos de la ciudad. Se dividió en tres partes: La Pitié, para los niños, Bicétre para los hombres y La Salpêtrière para las mujeres. En 1684, la parte de La Salpêtrière fue ampliada con un edificio que servía como lugar de reclusión a las mujeres denunciadas por sus maridos o padres. Se añadió una zona carcelaria para las prostitutas. A las puertas de la Revolución francesa el hospital tenía una capacidad para diez mil enfermos y sus dependencias penitenciarias alcanzaban hasta trescientos detenidos. 

Durante la noche del 3 al 4 de septiembre de 1792 (Masacres de septiembre), el hospital escribió una de sus páginas más negras con la matanza de 34 mujeres internadas en el recinto La Salpêtrière. 

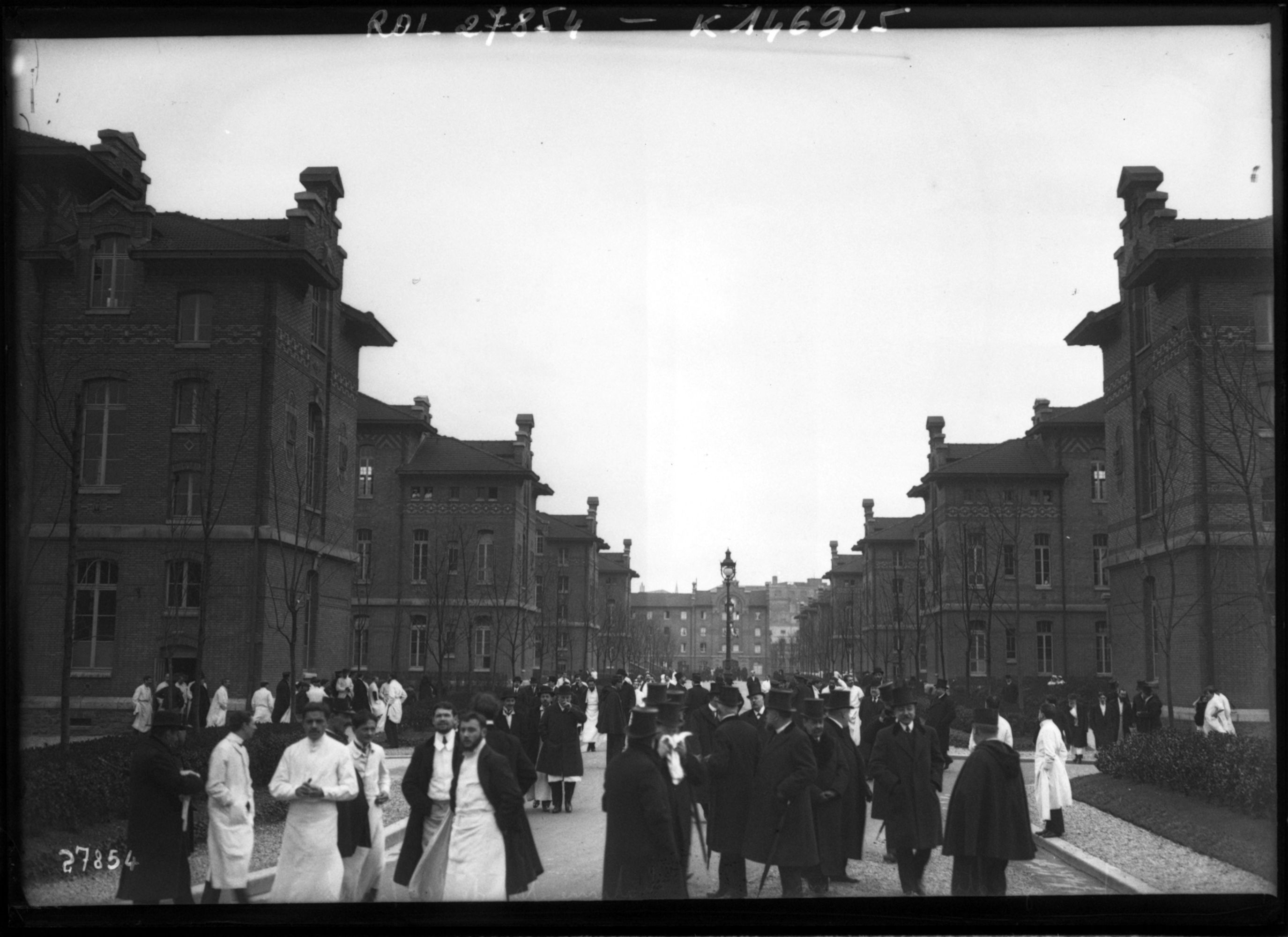
Inauguración los nuevos edificios en 1913.

Durante el siglo XIX, el trabajo de algunos de sus médicos como Philippe Pinel o Jean-Martin Charcot, considerado el padre de la neurología moderna, convirtieron al centro médico en uno de los más reconocidos a nivel de la salud mental. Son muchos los estudiantes que llegaron de toda Europa para estudiar en el hospital. 

## Actualidad
Actualmente alberga lo que en francés se llama Hôpital Universitaire Pitié-Salpêtrière, que es la abreviación de "Centro Hospitalo-Universitario Pitié-Salpêtrière" (surgido en 1964 por la fusión, de los Hospitales de la Salpêtrière y de la Pitié).

El Hospital Universitario Pitié Salpêtrière es un establecimiento de salud pública que forma parte de la Asistencia Pública de Hospitales de París (Assistance Publique – Hôpitaux de Paris AP-HP).

Es un Hospital local y de especialidad, enseñanza e investigación, el hospital Pitié Salpêtrière consta de 90 edificios, repartidos en 33 hectáreas, por lo que es el primer 'grupo hospitalario francés' por su tamaño.

Las especialidades destacadas son:
- trastornos del sistema nervioso y patologías mentales.
- patologías cardiovasculares y metabólicas,
- patologías infecciosas e inmunes complejas,
- cancerología y oncología (hematología, oncología, radioterapia y medicina nuclear)
- trasplante de órganos y médula ósea,
- la cirugía: ginecológica, urológica, oftalmológica, neurocirugía, cardíaca, vascular, digestiva, ortopédica y traumatológica.
- las urgencias,
- la perinatalidad,
- la persona mayor enferma y dependiente.[1]

El hospital también alberga el Institut du cerveau et de la moelle épinière.
Aquí fue donde la princesa Diana de Gales falleció el 31 de agosto de 1997

## Arquitectura destacada

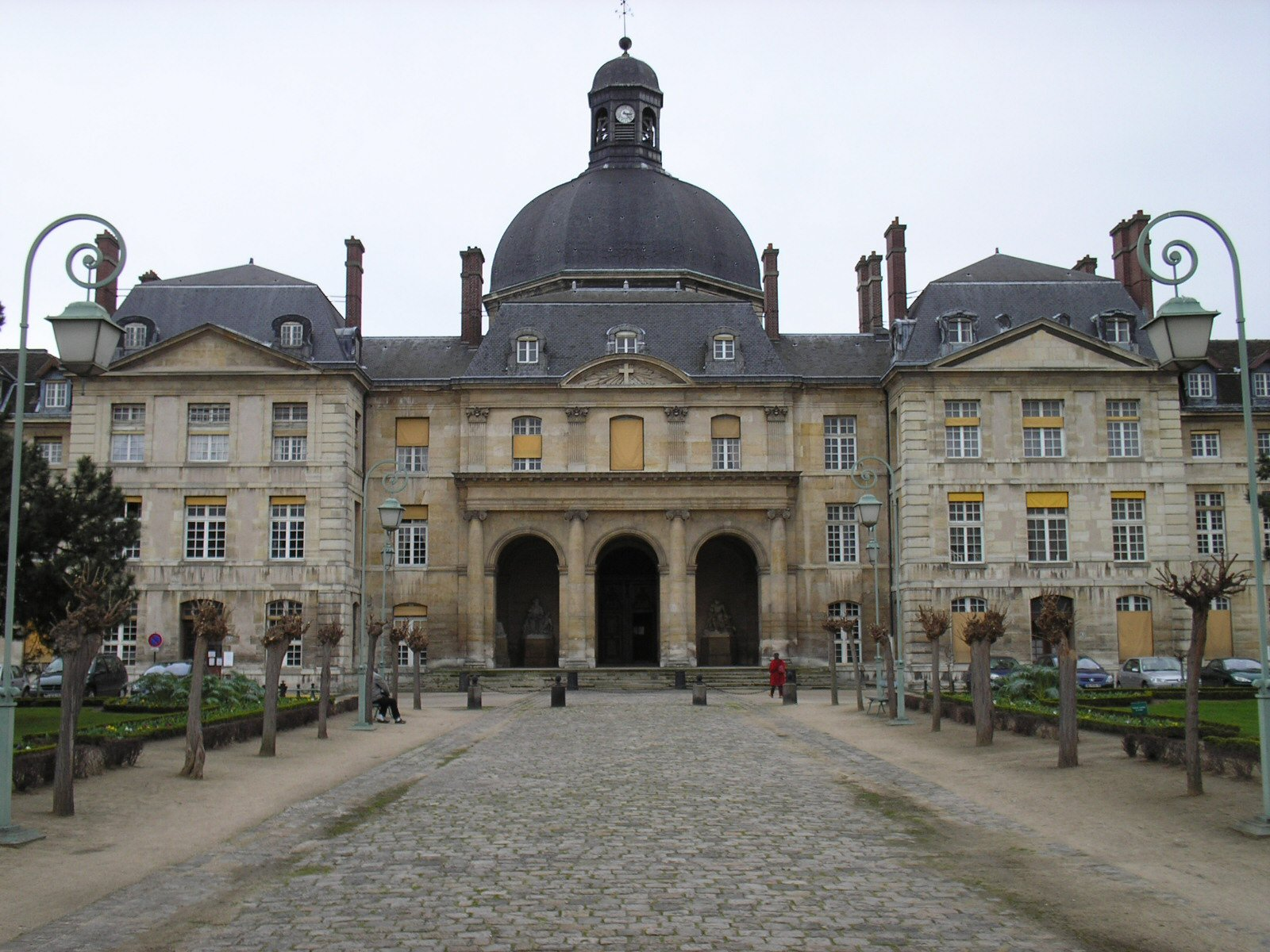
La capilla.

### La capilla de la Salpêtrière
La austera capilla del hospital fue construida por Libéral Bruant en torno al año 1675. Tiene una planta en forma de cruz griega y una cúpula central octogonal. El templo tiene capacidad para unos mil fieles.

### La estatua de Philippe Pinel
Está situada en la plaza frente a la entrada principal del hospital. Es un monumento de bronce dedicado a la figura de Philippe Pinel, que fue médico jefe del hospital entre 1795 y 1826. 